# Диаш, Бартоломеу
Бартоломе́у Ди́аш де Нова́иш (порт. Bartolomeu Dias de Novaes; 1450 — пропал без вести 29 мая 1500) — португальский мореплаватель. В 1488 году в поисках морского маршрута в Индию он первым из европейцев обогнул Африку с юга, открыл мыс Доброй Надежды (был назван мысом Бурь) и вышел в Индийский океан.

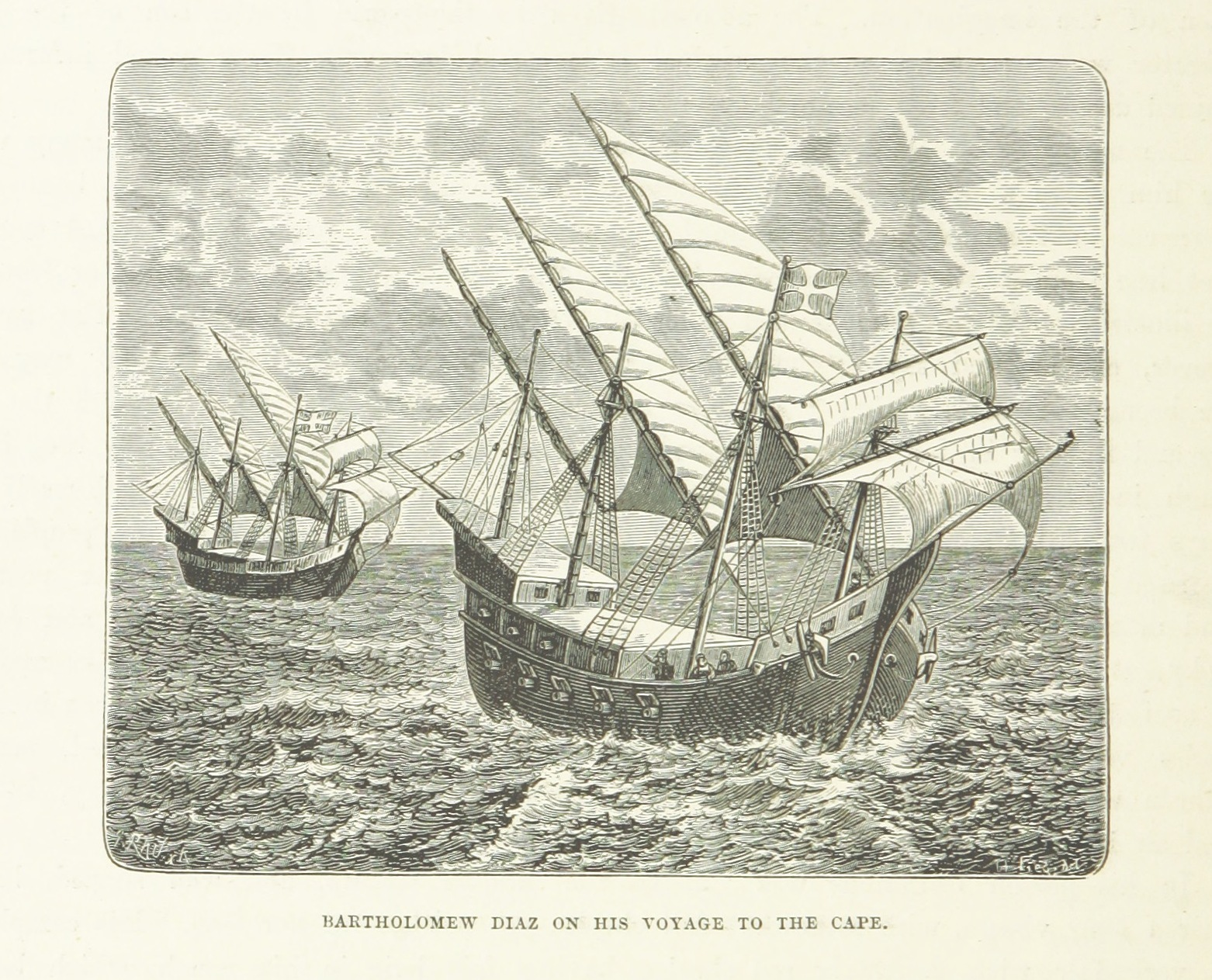
Корабль Бартоломеу Диаша (в центре)

## Биография
О ранней жизни Диаша практически ничего не известно. Долгое время его считали сыном одного из капитанов Энрике Мореплавателя, но даже это не доказано. Обыкновенно добавляемое к его фамилии уточнение «де Новаиш» впервые было задокументировано в 1571 году, когда король Себастьян I назначил внука Диаша, Паулу Диаша де Новаиша, губернатором Анголы.
В юности изучал математику и астрономию в Лиссабонском университете. Имеются упоминания о том, что какое-то время Диаш служил управляющим королевскими складами в Лиссабоне, а в 1481—1482 годах участвовал как капитан одной из каравелл в экспедиции Диогу де Азамбужа, отправленным на строительство крепости Сан-Жоржи-да-Мина (Эльмина) на берегу Ганы.
В 1474 году будущий король Жуан II взял под свой личный надзор португальскую торговлю с Гвинеей. Его, как и Энрике Мореплавателя, занимал вопрос о том, как далеко на юг простирается африканское побережье. С этой целью на юг было направлено несколько экспедиций под руководством опытных капитанов, из которых дальше всего продвинулся Диогу Кан, установивший памятный знак-падран на территории современной Анголы.
После того, как Кан погиб во время очередной экспедиции (по другой версии, попал в опалу), король поручил Диашу заступить на его место и отправиться на поиски пути в Индию вокруг Африки. Экспедиция Диаша состояла из трёх кораблей, одним из которых командовал его брат Диогу Диаш. Под начальством Диаша оказались отличные мореходы, плававшие ранее под начальством Кана и лучше других знавшие прибрежные воды, и выдающийся штурман Перу де Аленкер. Общая численность экипажа составляла около 60 человек. Диаш отплыл из Португалии в августе 1487 года, 4 декабря продвинулся южнее Кана и в последних числах декабря бросил якорь в заливе св. Стефана (ныне Элизабет-Бей) в южной Намибии. После 6 января начались бури, которые заставили Диаша выйти в открытое море. Через несколько дней он попытался вернуться в залив, но земли не было видно. Блуждания продолжались до 3 февраля 1488 года, когда, повернув на север, португальцы увидели берег Африки восточнее мыса Доброй Надежды.

Высадившись на берег, Диаш обнаружил поселение готтентотов и, поскольку тогда был день св. Власия, нарёк бухту именем этого святого. Сопровождавшие эскадру африканцы не могли найти общего языка с туземцами, которые сначала ретировались, а потом попытались напасть на лагерь европейцев. В ходе конфликта Диаш застрелил одного из туземцев из арбалета, однако остальных это не остановило, и португальцам срочно пришлось отчаливать. Диаш хотел плыть дальше на восток, однако по достижении залива Алгоа (близ современного города Порт-Элизабет) все офицеры, находившиеся под его командой, высказались за возвращение в Европу. Матросы тоже желали вернуться домой, в противном случае угрожая бунтом. Единственная уступка, на которую они соглашались — ещё три дня пути на северо-восток.
Пределом продвижения Диаша на восток было устье реки Грейт-Фиш (Хрут-Фис), где в 1938 году был обнаружен установленный им падран. Он повернул обратно, убеждённый, что задача экспедиции выполнена и в случае необходимости, обогнув южную оконечность Африки, можно морем достичь Индии. Осталось только отыскать эту южную оконечность. В мае 1488 года Диаш высадился на заветный мыс и, как считается, нарёк его мысом Бурь в память чуть не погубившего его шторма. Впоследствии король Жуан II, возлагавший на открытый Диашем морской маршрут в Азию большие надежды, переименовал его в мыс Доброй Надежды.
Диаш вернулся в Европу в декабре 1488 года, проведя в плаванье 16 месяцев и 17 дней, и, по-видимому, получил указания держать свои открытия в тайне. Сведений об обстоятельствах его приёма при дворе не сохранилось. Король ждал новостей от пресвитера Иоанна, к которому сушей был направлен Перу да Ковильян, и медлил с финансированием новых плаваний. Только после смерти Жуана II, через 9 лет после возвращения Диаша, португальцы наконец снарядили экспедицию в Индию. Во главе её был поставлен Васко да Гама. Диашу доверили руководить строительством кораблей, поскольку он на личном опыте знал, какой конструкции суда нужны для плавания в водах Южной Африки. Согласно его распоряжениям, косые паруса были заменены на прямоугольные, а корпуса кораблей строились с расчётом на малую осадку и большую остойчивость. Также, по всей вероятности, именно Диаш дал Васко да Гаме совет, плывя на юг, после Сьерра-Леоне удалиться от берегов и сделать крюк по Атлантике, поскольку знал, что именно так можно обойти полосу неблагоприятных ветров. Диаш сопровождал его до Золотого берега (Гвинея), а далее направился в крепость Сан-Жоржи-да-Мина, комендантом которой был назначен.
Когда Васко да Гама вернулся и подтвердил верность догадок Диаша, в Индию был снаряжён более мощный флот во главе с Педру Кабралом. В этом путешествии Диаш командовал одним из кораблей. Он участвовал в открытии Бразилии, однако во время перехода в сторону Африки разыгралась буря, и его судно было безвозвратно потеряно. Таким образом, он погиб в тех самых водах, которые принесли ему славу. Внук Бартоломеу Диаша — Паулу Диаш де Новаиш — стал первым губернатором Анголы и основал там первое европейское поселение — Луанду.

## Семья
Был женат (о жене ничего не известно) и имел двух детей:
- Симау Диаш де Новаиш, женатый на Жоане Диаш.
- Антониу Диаш де Новаиш, рыцарь из ордена Христа, женатый на Жоане Фернандеш. У них родилось двое детей:
  - Гиомара Диаш де Новаиш, дочь, дважды выходила замуж, но осталась бездетной.
  - Паулу Диаш де Новаиш — первый губернатор Анголы, основатель города Луанда. Не был женат.

## Память
В честь Бартоломеу Диаша назван самолёт Airbus A330 авиакомпании TAP Portugal.
Помимо этого, он был увековечен в произведениях двух известных португальских поэтов.